# Александров, Александр Михайлович (1868)
Алекса́ндр Миха́йлович Алекса́ндров (1868—1921) — российский адвокат и общественный деятель, член IV Государственной думы от Екатеринославской губернии.

## Биография
Потомственный почётный гражданин; родился в 1868 году в станице Константиновская Кубанской области.
Учился в Пятигорской и Екатеринославской гимназиях. В 1892 году окончил юридический факультет Московского университета. По окончании университета вступил в сословие московских присяжных поверенных.
Впоследствии переехал в Екатеринослав, где также занимался адвокатурой, общественной деятельностью и журналистикой. Ежегодный доход Александрова составлял до 15 тысяч рублей, имел дачу в Крыму. В 1905 году был привлечён по 126-й статье Уголовного уложения за участие в организации Всероссийского союза адвокатов, но был амнистирован. Как адвокат выступал в ряде громких уголовных и политических процессов, среди которых: дело лейтенанта Шмидта, Выборгский процесс, дело о Новороссийской республике, дело о коалиционном совете Новороссийского университета, Люботинское дело, дело гимназиста П. Бейера и другие.
До 1906 года избирался гласным Екатеринославской городской думы, а также Екатеринославского уездного и губернского земских собраний. Кроме того, состоял членом Совета присяжных поверенных округа Харьковской судебной палаты. По политическим взглядам был внепартийным прогрессистом, сотрудничал в газете «Русская молва». Баллотировался в Государственную думу всех четырёх созывов.
В 1912 году был избран членом Государственной думы от 2-го съезда городских избирателей Екатеринославской губернии. Примыкал к конституционно-демократической фракции, был членом её бюро. Также входил в Прогрессивный блок. Состоял членом комиссий: по запросам, по направлению законодательных предположений, по военным и морским делам, по судебным реформам, согласительной и бюджетной.
С началом Первой мировой войны состоял помощником уполномоченного отряда от Екатеринославской губернии, до мая 1915 года находился при 71-й пехотной дивизии. Заведывал 1-м и 2-м летучими перевязочно-перевозочными отрядами.
Участвовал в Февральской революции, присутствовал при допросах бывших министров. В начале марта 1917 года посетил запасные батальоны лейб-гвардии Литовского и Волынского полков, чтобы выяснить настроения солдат. Затем был направлен комиссаром Временного комитета Государственной думы на Черноморский флот, одновременно получив полномочия комиссара в Екатеринославскую губернию «для обследования продовольственного вопроса» и организации снабжения Петрограда хлебом. Посетив воинские части в Севастополе, выехал в Екатеринослав. Будучи назначенным в Комиссариат для охраны художественных ценностей, т. н. «комиссию Горького», от его имени выступал за сохранение памятника императрице Екатерине II в Екатеринославе.
В мае 1917 года был вновь командирован в южные губернии «для сношения с войсками». Затем участвовал в Государственном совещании в Москве и Предпарламенте в Петрограде. После Октябрьской революции выехал на юг России. Входил в бюро Временного объединения членов комитета Партии народной свободы, организованного в Севастополе в мае 1920.
В эмиграции в Германии. Умер в мае 1921 года. Был женат (Анна).

## Сочинения
- Впечатления очевидца: Сообщение члена Государственной думы А. М. Александрова // Крымский вестник. Севастополь, 1917. 15 марта.